# Saparmyrat Nyýazow
Saparmyrat Nyýazow (in russo Сапармурат Атаевич Ниязов?, Saparmurat Ataevič Nijazov; Aşgabat, 19 febbraio 1940 – Aşgabat, 21 dicembre 2006) è stato un politico e dittatore turkmeno, Presidente del Turkmenistan dal 1991 al 2006, presidente a vita dal 1999.
Per 15 anni ha ricoperto il ruolo di Presidente e capo del governo del suo paese. Indicato come "Sua Eccellenza Saparmyrat Nyýazow", aveva anche il titolo di Türkmenbaşy (padre di tutti i turkmeni) essendo il fondatore e presidente dell'Associazione dei turkmeni nel mondo. Gli è succeduto Gurbanguly Berdimuhamedow.
Annoverato dagli organi di informazione occidentali tra i dittatori più autoritari e repressivi, era noto per imporre le sue eccentricità all'intero paese, ma in patria molti lo hanno appoggiato, considerandolo il "Grande condottiero del Turkmenistan".

## Biografia
Il padre di Nyýazow, Atamurat (1912-1943), morì combattendo contro la Germania nazista nel Caucaso, durante la Seconda guerra mondiale. Il resto della famiglia, la madre Gurbansoltan Eje (1913-1948) e i fratelli Niýazmurat (1938-1948) e Muhammetmurat (1942-1948), morirono nel terremoto di Aşgabat del 1948. Nyýazow passò il resto dell'infanzia in un orfanotrofio prima di essere adottato.
Nel 1967, si laurea in ingegneria elettrica presso l'Università politecnica di San Pietroburgo. Si sposta quindi a Mosca per continuare gli studi, ma viene espulso per non avere ultimato gli esami nei tempi nominali.
Nel 1962 Nyýazow si unì al Partito Comunista della RSS Turkmena. Scalò rapidamente i vertici del Partito, fino a divenirne primo segretario nel 1985, dopo che il nuovo leader sovietico Michail Gorbačëv ebbe silurato il suo predecessore Muhammetnazar Gapurow. Nonostante le riforme operate da Gorbačëv, il partito turkmeno rimase uno fra i più inflessibili e non mostrò segni di apertura. Nel 1990, Nyýazow venne eletto anche presidente del Soviet Supremo del Turkmenistan, cioè capo di Stato.
Essendo un oppositore di Gorbačëv, il cui allentamento del potere dell'oligarchia sovietica attraverso la perestrojka rappresentava un pericolo per il suo stesso potere, Nyýazow sostenne il colpo di Stato del 1991, ma a seguito del fallimento accelerò la separazione del Turkmenistan dall'URSS in disgregazione. Questo processo gli permise di restare al potere e non subire il processo di democratizzazione avvenuto in altri paesi ex sovietici.
Nyýazow e sua moglie Muza hanno avuto un figlio e una figlia, rispettivamente Murat e Irina.

### Presidenza
Il 27 ottobre 1991 il Soviet Supremo dichiarò il Turkmenistan indipendente e il Partito Comunista venne trasformato nel Partito Democratico del Turkmenistan, che rimase l'unico partito consentito dalla legge. Il 21 giugno 1992, unico candidato, Nyýazow venne eletto Presidente. Un anno dopo, egli consolidò il suo potere e si autoproclamò Türkmenbaşy.
Nel 1994 un plebiscito farsa estese il mandato di Nyýazow fino al 2002, ufficialmente per permettergli di portare a termine un programma di sviluppo economico decennale. Ormai "battezzato" come capo assoluto del paese, nel 1999 Nyýazow fece svolgere "regolarmente" le elezioni parlamentari dopo avere eliminato i candidati dell'opposizione; il 28 dicembre dello stesso anno venne eletto presidente a vita dal parlamento stesso.
Oltre che per il suo culto della personalità e per la sua eccentricità, Nyýazow è conosciuto anche per avere implementato un'attenta politica di neutralità, specialmente fra la Russia e gli Stati Uniti, che gli ha permesso di assumere una posizione bilanciata e non pericolosa per il proprio governo.

### Morte ed eredità
Il 21 dicembre 2006 la televisione di Stato turkmena annunciò la morte di Nyýazow a seguito di arresto cardiaco. In seguito, l'ambasciata turkmena a Mosca confermò la notizia al mondo intero. L'opposizione ha comunque sostenuto l'ipotesi dell'avvelenamento o del fatto che Nyýazow fosse morto ben prima del 21 dicembre.
Secondo la Costituzione, il presidente del parlamento Öwezgeldi Ataýew avrebbe dovuto sostituirlo provvisoriamente, ma il vice primo ministro, Gurbanguly Berdimuhamedow, preferito dall'oligarchia dominante, ottenne l'appoggio dei vertici del governo nell'escludere Ataýew accusandolo di azioni criminose. Lo stesso 21 dicembre il Consiglio di Stato elesse Berdimuhamedow presidente ad interim.
Al funerale di Nyýazow, il 24 dicembre, erano presenti rappresentanti di 13 paesi esteri, e precisamente: Cina, Stati Uniti d'America, Iran, Kazakistan, Tagikistan, Uzbekistan, Afghanistan, Russia, Turchia, Georgia, Pakistan, Ucraina e Armenia. Nyýazow è sepolto nel villaggio natio di Gypjak.
Global Witness, organizzazione con base a Londra che si occupa di diritti umani, afferma che sotto il diretto controllo di Nyýazow sono state portate all'estero ingenti somme, valutate in tre miliardi di dollari. Due di questi miliardi sarebbero depositati nel Foreign Exchange Reserve Fund della Deutsche Bank in Germania.

## Culto della personalità
Nyýazow è conosciuto in Occidente non tanto per il suo governo autoritario, quanto per lo smodato culto della personalità che lo circonda. Non appena proclamatosi "padre dei turkmeni", rinominò Türkmenbaşy varie città, scuole, aeroporti, piazze e addirittura un meteorite. Cambiò il nome dei mesi dell'anno e dei giorni della settimana con quelli della sua famiglia. L'effigie di Nyýazow apparve sulle banconote turkmene, mentre i suoi ritratti vennero esposti ovunque negli edifici pubblici e nelle piazze. In tutto il paese vennero costruite statue dorate sue e di sua madre (circondata a sua volta da un alone divino), in particolare quella posta sulla cima dell'arco della neutralità ad Aşgabat, che girava seguendo la rotazione del sole. Venne inoltre insignito dell'onorificenza di Eroe del Turkmenistan dal governo.
Nyýazow si adoperò molto per dare una identità nazionale al Turkmenistan indipendente. Tuttavia, lo fece in accordo con le proprie idee per il consolidamento del potere. Infatti, implementò l'Islam (pur perseguitandone l'attività politica) e la cultura nazionalista, ma scrisse anche una specie di "bibbia", il Ruhnama, poema epico misto di rivisitazione della storia e di insegnamenti morali che venne gradualmente ma perentoriamente introdotto nella vita pubblica dei turkmeni. Ben presto il Ruhnama venne accostato al Corano e venne insegnato a scuola. Si arrivò perfino a stabilire degli esami sugli insegnamenti di Nyýazow. Il Ruhnama venne così definito la "guida spirituale della nazione". Un complesso in memoria della madre di Nyýazow, costruito a Gypjak, sua città natale, è tappezzato di frasi estratte tanto dal Corano quanto dal Ruhnama. A Nyýazow è dedicata la Moschea Turkmenbashi Ruhy, la principale del Turkmenistan.

## Politica interna

### Economia
Il Turkmenistan costituiva la seconda riserva di gas naturale dell'URSS e attualmente questa è ancora la più redditizia tra le fonti di introito dello Stato. Fondamentalmente, Nyýazow non ha mutato la politica economica dai tempi dell'URSS, continuando a condurre una politica di pianificazione e a mantenere il controllo statale sulle riserve di gas, anche per evitare influenze straniere. Nel 1991, un decreto del governo atto a garantire l'uso libero di acqua, gas ed elettricità per il popolo del Turkmenistan non fu un allentamento del controllo statale, che anzi continuò a fornire ai turkmeni il minimo indispensabile.

### Cultura
Nyýazow tenne in grande considerazione la cultura e tentò di adattarla alla nuova cultura nazionale che voleva dare al Turkmenistan. Elaborò un alfabeto misto fra quello latino e il cirillico e proclamò la lingua turkmena lingua di Stato. Cambiò il nome dei mesi e dei giorni in accordo al proprio culto della personalità e diffuse il Ruhnama come libro sacro per la nazione. Spesso, tale politica di turkmenizzazione andava a ledere i diritti delle minoranze etniche, specialmente quelle russe, kazake e uzbeke.
Nell'agosto 2002 ha cambiato il nome dei giorni e dei mesi dell'anno, sostituendoli con il suo, quello della madre e con i nomi degli eroi mitici del Turkmenistan (vedi sotto).

### Sicurezza
Il governo turkmeno sotto Nyýazow mostrò sempre il pugno di ferro verso gli oppositori. Il 25 novembre 2002, un fallito tentativo di assassinio contro lo stesso Nyýazow portò all'arresto di decine di sospetti cospiratori e delle loro famiglie. L'opposizione sostenne che l'assassinio era stato architettato ad arte dal governo per poter eliminare gli oppositori. Nel 2000 il governo ritirò le licenze per internet con l'eccezione di quelle controllate dalla filo-governativa Telecom turkmena e nel 2001 chiuse tutti i forum di discussione. Nel 2005, gli usufruitori di internet erano solo 36.000 persone, lo 0,7% della popolazione. Nell'estate del 2004, circolarono per tutta Aşgabat numerosi volantini che chiamavano la popolazione a ribellarsi, a rovesciare il governo di Nyýazow e a processare il Türkmenbaşy. L'incapacità delle forze dell'ordine di identificare i responsabili dei volantini fece infuriare Nyýazow, il quale esautorò il ministro degli Interni e il capo dell'accademia di polizia accusandoli di incompetenza.

## Politica estera

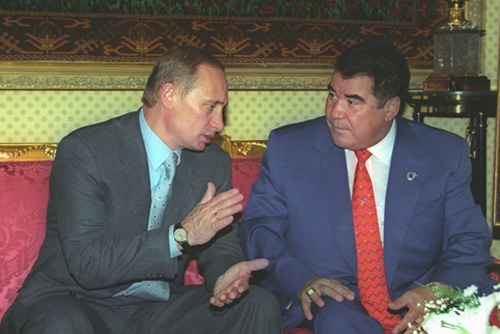
Saparmyrat Nyýazow durante un incontro con il presidente russo Vladimir Putin nel 2000

Nyýazow promosse una politica di assoluta neutralità, non entrando a far parte né della NATO né di altre organizzazioni internazionali locali, e non partecipando neppure alle missioni dell'ONU. Nel 2005 annunciò che il Turkmenistan avrebbe alleggerito i contatti con la Comunità degli Stati Indipendenti, con la quale aveva ancora stretti legami. Poco prima della morte di Nyýazow, nel 2006, l'Unione europea si mostrò interessata a intavolare delle trattative con il Turkmenistan per le sue risorse di gas naturale. Nyýazow sembrò disponibile a portare avanti queste trattative, ma la morte gli impedì di farlo.

## Giorni e i mesi in Turkmenistan
Il 10 agosto 2002 Nyýazow ha cambiato il nome di giorni e mesi.

### Mesi dell'anno
| Nome italiano | Vecchio nome turkmeno | Nome turkmeno adottato | Spiegazione |
| ------------- | --------------------- | ---------------------- | --- |
| Gennaio       | Ýanwar                | Türkmenbaşy            | Ha adottato il nome di Saparmyrat Nyýazow, presidente del Turkmenistan e autore di Ruhnama, significa "Il Padre dei Turkmeni". |
| Febbraio      | Fewral                | Baýdak                 | Bandiera - Il giorno della bandiera del Turkmenistan è celebrato in febbraio nel giorno della nascita di Nyýazow.              |
| Marzo         | Mart                  | Nowruz                 | Il capodanno tradizionale iraniano, celebrato a marzo.                                                                         |
| Aprile        | Aprel                 | Gurbansoltan           | Gurbansoltan Eje - Il nome della madre di Nyýazow.                                                                             |
| Maggio        | Maý                   | Magtymguly             | Magtymguly Pyragy - poeta turkmeno, considerato da Nyýazow una delle guide spirituali del popolo turkmeno.                     |
| Giugno        | Iýun                  | Oguz                   | Oguz Khan - il fondatore del Turkmenistan.                                                                                     |
| Luglio        | Iýul                  | Gorkut                 | L'eroe del "Gorkut-Ata" storie epiche turkmene.                                                                                |
| Agosto        | Awgust                | Alp Arslan             | Il fondatore dell'Impero selgiuchide.                                                                                          |
| Settembre     | Sentýabr              | Ruhnama                | Il libro di Nyýazow, definito come una guida spirituale per la nazione turkmena.                                               |
| Ottobre       | Oktýabr               | Garaşsyzlyk            | Indipendenza - Il giorno dell'indipendenza turkmena è festeggiato in ottobre.                                                  |
| Novembre      | Noýabr                | Sanjar                 | Ahmed Sanjar, l'ultimo sovrano dell'Impero selgiuchide.                                                                        |
| Dicembre      | Dekabr                | Bitaraplyk             | Neutralità - Turkmenistan si è proclamato stato neutrale, e il Giorno della Neutralità è celebrato a dicembre.                 |

### Giorni della settimana
| Nome italiano | Vecchio nome turkmeno | Nome turkmeno adottato | Spiegazione                                                                          |
| ------------- | --------------------- | ---------------------- | ------------------------------------------------------------------------------------ |
| lunedì        | Duşenbe               | Başgün                 | Giorno principale                                                                    |
| martedì       | Sişenbe               | Ýaşgün                 | Giorno giovane                                                                       |
| mercoledì     | Çarşenbe              | Hoşgün                 | Giorno favorevole                                                                    |
| giovedì       | Penşenbe              | Sogapgün               | Giorno della giustizia                                                               |
| venerdì       | Anna                  | Annagün                | È stato aggiunta la parola turkmena gün (giorno) al vecchio nome di origine persiana |
| sabato        | Şenbe                 | Ruhgün                 | Giorno dello spirito                                                                 |
| domenica      | Ýekşenbe              | Dynçgün                | Giorno del riposo                                                                    |